# Grayson Waller
Matthew Farrelly (nascido em 21 de março de 1990) é um lutador profissional australiano. Ele está atualmente assinado com a WWE, onde atua na marca SmackDown sob o nome de ringue Grayson Waller. Ele está atualmente em uma tag team com Austin Theory como A-Town-Down Under. Antes de assinar com a WWE, ele lutou anteriormente no circuito independente sob o nome de Matty Wahlberg.
Fora do wrestling profissional, Farrelly participou da série de TV Australian Survivor.

## Carreira de luta livre profissional

### Circuito independente (2017–2021)
Em 15 de abril de 2017, em um evento Newcastle Pro Wrestling, Farrelly fez sua estreia sob o nome de Matty Wahlberg, perdendo para SnapChad. Wahlberg formaria uma tag team com Carter Dreams, conhecida como The BABES (Blonde And Blue Eyed Squad), gerenciada por Harley Wonderland. Wahlberg então retornou à competição de simples e receberia uma luta pelo PWA Heavyweight Championship contra Caveman Ugg, mas perdeu para Ugg no PWA Black Label: Wahlberg vs. Evento Ugg em março de 2019. No evento PWA Black Label: Break Their Back & Make Them Rumble, Wahlberg perdeu para TJ Perkins. No evento PWA Black Label: Colosseum, Wahlberg venceu o torneio Colosseum 2019 ao derrotar Chris Basso na primeira rodada, Orange Cassidy nas semifinais e Travis Banks na final. Depois que o evento PWA Black Label: It Started Out With A Kiss saiu do ar, Wahlberg se dirigiu ao público ao vivo, informando que estava deixando o PWA.

### WWE (2021-presente)

#### NXT (2021–2023)
Em 14 de março de 2021, foi relatado que Farrelly havia assinado com a WWE. No episódio de 11 de junho do 205 Live, ele fez sua estreia na WWE sob o nome de ringue Grayson Waller, derrotando Sunil Singh. No episódio NXT de 28 de setembro, Waller desafiou sem sucesso Roderick Strong pelo Campeonato de Pesos-Médios do NXT. No episódio de 9 de novembro do NXT, ele perdeu para Solo Sikoa em uma luta Triple Threat que também incluiu LA Knight.
No episódio de 23 de novembro do NXT, Waller repreendeu os fãs, virou heel. No NXT WarGames, ele se juntou a Bron Breakker, Carmelo Hayes e Tony D'Angelo como Team 2.0, onde derrotaram o Team Black & Gold ( Johnny Gargano, LA Knight, Pete Dunne e Tommaso Ciampa ) em uma luta de WarGames . No episódio seguinte do NXT, Waller atacou brutalmente Johnny Gargano durante sua promo de despedida onde agradeceu seus fãs e amigos, cimentando assim sua virada de heel. No episódio de 21 de dezembro do NXT, ele atacou Dexter Lumis após a luta deste último e anunciou que iria desmontar o antigo NXT um por um, e então confrontou AJ Styles, a quem havia criticado nas redes sociais alguns dias antes. No NXT: New Years Evil em 4 de janeiro de 2022, Styles mais uma vez confrontou Waller, resultando em uma briga entre os dois. Na semana seguinte, Waller perdeu para Styles. Após a partida, ele foi atacado pelo retorno de LA Knight . No episódio de 1º de fevereiro do NXT, Waller, ao lado de sua nova "apólice de seguro" Sanga, interferiu na partida de Knight contra Joe Gacy, fazendo com que Knight perdesse a luta. No NXT Roadblock em 8 de março, Waller derrotou Knight em uma luta Last Man Standing quando usou Sanga para se levantar e vencer a contagem de dez.
No NXT Stand & Deliver, Waller não conseguiu vencer o NXT North American Championship em uma luta de escadas. Waller e Sanga entrariam na luta tag team gauntlet pelo vago NXT Tag Team Championship, onde foram eliminados pelos Creed Brothers. Waller então se voltou contra Sanga e o derrotou uma semana depois no episódio de 19 de abril do NXT . Waller então rivalizou brevemente com o estreante Nathan Frazer, para quem perdeu no Spring Breakin'. Waller então buscaria o NXT North American Championship enganando Carmelo Hayes para que assinasse o contrato. No NXT : The Great American Bash em 5 de julho, Waller perdeu para Hayes devido à interferência de Trick Williams e Wes Lee. Apesar disso, Waller culpou Wes Lee por sua derrota e o derrotou no episódio de 26 de julho do NXT devido à interferência de Williams. Waller então começou uma rivalidade com Apollo Crews, derrotando-o no episódio de 30 de agosto do NXT após "ferir" seu olho, mas perdeu para ele no Halloween Havoc em uma luta de caixão.
No NXT Deadline, Waller venceu o Iron Survivor Challenge inaugural para se tornar o desafiante número um ao NXT Championship de Bron Breakker . A luta foi posteriormente agendada para NXT : New Year's Evil em 10 de janeiro de 2023, onde a luta terminou quando a corda do meio se rompeu, fazendo com que Waller caísse do ringue e fosse contado, permitindo que Breakker mantivesse o título. Uma luta Steel Cage entre os dois pelo título foi posteriormente agendada para o Vengeance Day em 4 de fevereiro, onde Waller novamente não conseguiu ganhar o título; isso marcou a última aparição de Waller no NXT.

#### SmackDown (2023-presente)
Como parte do Draft da WWE de 2023, Waller foi draftado para a marca SmackDown. Ele fez sua estreia no SmackDown em 19 de maio de 2023, entrevistando AJ Styles no The Grayson Waller Effect. No Money in the Bank, Waller interrompeu o retorno de John Cena, onde confrontou e atacou The Cenation Leader antes de ser atingido por um Attitude Adjustment. No episódio de 7 de julho do SmackDown no Madison Square Garden, Waller entrevistou Edge sobre The Grayson Waller Effect. Waller então fez sua estreia no elenco principal no ringue mais tarde naquela noite, em uma derrota contra Edge. No episódio de 15 de setembro do SmackDown, Waller entrevistou Cena sobre o Grayson Waller Effect para The Bloodline ser lançado. No episódio de 10 de novembro do SmackDown, Waller e seu novo parceiro de tag team Austin Theory (que são conhecidos coletivamente como A-Town Down Under) provocaram o mais novo membro do elenco do SmackDown , Kevin Owens. Owens atacou Waller e Theory e foi suspenso pela WWE. No episódio de 15 de dezembro do SmackDown, Waller e Theory perderam nas primeiras rodadas do United States Championship #1 Contender Tournament para Carmelo Hayes e Owens do NXT, respectivamente.

## Outras mídias
Em 2019, Farrelly apareceu no Australian Survivor: Champions vs Contenders 2. Ele competiu na equipe Contenders e chamou a atenção por sua personalidade franca, essencialmente interpretando uma versão de seu personagem de luta livre Matty Wahlberg em reality shows. Ele seria eliminado da competição após várias semanas na ilha.
Farrelly também fez uma participação especial em Young Rock em 2021, interpretando o papel de Ric Flair.
Farrelly fez sua primeira aparição em videogame no WWE 2K23 como Grayson Waller.

## Vida pessoal
Farrelly trabalhou como professor de história no ensino médio enquanto lutava no circuito independente australiano. Ele deixou o emprego de professor em 2021, quando assinou contrato com a WWE e se tornou um lutador profissional em tempo integral. Farelly é fã do Sydney Roosters.

## Campeonatos e conquistas
- Futuro Wrestling Austrália
  - Campeonato Peso Pesado da FWA (1 vez)[40]
- Luta profissional de Newcastle
  - Campeonato Newy Pro Middleweight (1 vez)[40]
  - Rei dos Castelos (2018) – com Carter Deams[41]
- Luta Profissional Austrália
  - Vencedor do Coliseu PWA 2019[42]
- Luta Profissional Ilustrada
  - Classificado em 439º lugar entre os melhores lutadores individuais no PWI 500 em 2021[43]
- Luta GO!
  - Luta GO! Campeonato Medalha de Prata (1 vez)[40]
  - Luta GO! Campeonato de Melancia 24 horas por dia, 7 dias por semana (1 vez)[44]
  - Luta vai! Prêmios de fim de ano (3 vezes)
    - Lutador Masculino do Ano (2018)[45]
    - Luta do Ano (2018) – Dalton Castle vs Matty Wahlberg vs Ricky South[46]
    - Rivalidade do Ano (2018) - Matty Wahlberg vs Ricky South[47]
- WWE
  - Desafio Sobrevivente de Ferro Masculino (2022)[48]